# Betafence

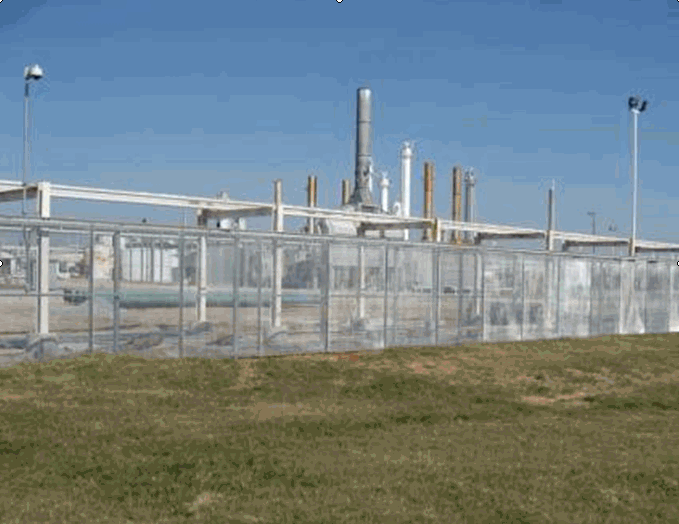
Plot na americko-mexické hranici - Autor: Alexandr Pícha

Společnost Betafence je nadnárodní koncern ovládaný ze 44% fondem CVC Capital partners, ze 45% fondem Gilde a z 11% managementem společnosti.

## Působnost společnosti
Společnost Betafence je největší světový výrobce plotů, pletiv, bran a mnoha dalších doplňujících příslušenství pro stavbu a montáž svařovaného oplocení. Společnost Betafence v současnosti působí ve více než 100 zemích světa.

### Historie společnosti
Společnost Betafence byla založena roku 1880 pod jménem Bekaert a má za sebou tak již více než 130 let na trhu. V roce 2005 byla přejmenována na Betafence. V minulém desetiletí, patří mezi zajímavé milníky především investice a růst společnosti, kdy bylo proinvestováno více než 75 milionů € v letech 2005 - 2010. Dále vznikly následující společné podniky a stránky:
- 2006: Výstavba továrny a kanceláří v Číně (Tianjin)
- 2007: Společné podnikání s firmou Densa, která byla založena v Turecku (Istanbul)
- 2008: Společné podnikání s firmou Payne Fence Products ze Spojených států amerických (Ennis, Texas)
- 2008-2010: Založení 9 zcela nových společností ve Španělsku, Polsku, Chorvatsku, Maďarsku,[4] Itálii, České republice, Slovensku a Betafence Projects (International).

### Rozsah společnosti v roce 2010
Celkem zaměstnávala okolo 2000 zaměstnanců v 11 výrobních závodech, které se nacházely v 10 zemích. Obrat společnosti byl přibližně 500 milionů €. Produkty společnosti Betafence jsou zařazeny ve významných architektonických katalozích a objevují se pravidelně na výstavách.

### Významné projekty
Jedním z nejznámějších projektů společnosti Betafence je bezpečnostní plot mezi Amerikou a Mexikem, který brání přistěhovalcům ve vstupu do Ameriky.

Tento bezpečnostní plot typu Securifor® Kromě toho lemuje např. Bělotínskou dálnici či Pražskou trafostanici v Malešicích. 
Společnost Betafence se například podílí na dodávkách při významných světových sportovních akcích, jako v roce 2008 na závodech Formule 1 v Singapuru 

### Pomoc farmářům ve Velké Británii
Každoročně bývá v Evropě problém se zdražením plotů v letním období, díky růstu cen oceli ve stavební sezóně. Proto společnost Betafence na začátku roku 2011 vyrobila na sklady více než 100t plotových komponentů určených pro farmáře ve Velké Británii, které se v letní sezóně budou prodávat za současné ceny a umožní tak britským farmářům nakupovat britské zboží.

### Uplatnění plotů
- Ploty pro dům a zahradu (ohraničení zahrady, zvířat a dekorace)
- Profesionální uživatelé (ploty pro firemní účely)
- Ploty pro parky a sadově upravené plochy
- Oplocení škol, sportovišť, rekreačních ploch, společenských akcí
- Ploty pro objekty důležitého významu (letiště, vojenské prostory, věznice, hranice států)
- Ploty pro zemědělství, ploty pro lesnictví
- Mobilní oplocení (stavby budov, hudební koncerty)
- Betonářské sítě a pletiva pro průmyslové aplikace
- Gabionové sítě, svařované sítě z plochých drátů jsou vhodné zase pro zpevnění okrajů dálnic a posouvajících se svahů
- Gabionové sítě pro odhlučňovací bariéry

## Betafence Czech
Na český trh vstoupila společnost Betafence již v roce 2009 prostřednictvím svého obchodního zastoupení a v roce 2010 bylo založena společnost s ručením omezeným, která nese současný název Betafence s.r.o. V současné době má společnost Betafence sklad u Humpolce a dodává své produkty podnikatelům i koncovým uživatelům. S příchodem společnosti Betafence se na český trh dostávají bránové a plotové systémy západního designu a kvality.